# Trichomanes crinitum
Trichomanes crinitum är en hinnbräkenväxtart som beskrevs av Olof Peter Swartz. Trichomanes crinitum ingår i släktet Trichomanes och familjen Hymenophyllaceae. Inga underarter finns listade.